# Halloweenské koledování

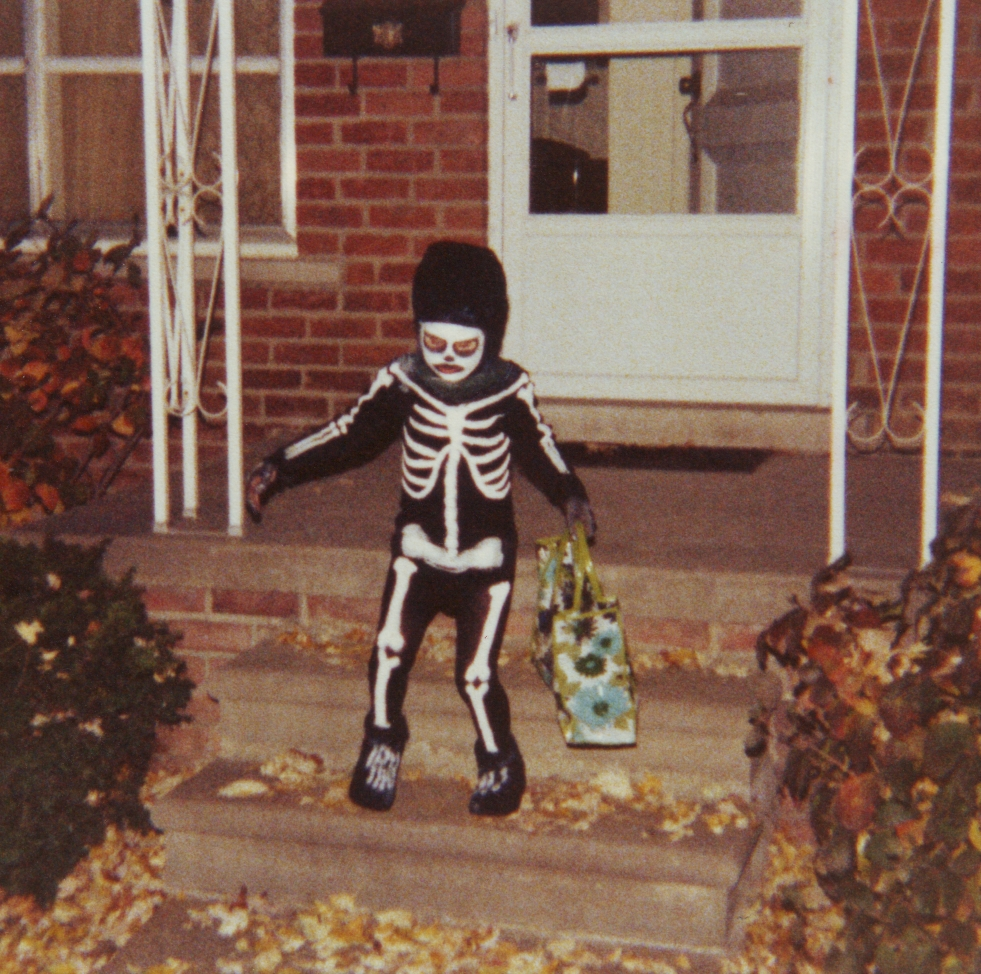
Koledující dítě

Koledování (trick-or-treating) je halloweenský zvyk pro děti v mnoha zemích světa. Děti v kostýmech chodí od domu k domu a prosí o koledu jako jsou sladkosti (nebo v některých kulturách o peníze) tím, že řeknou „Trick or treat“. „Trick“ je (obvykle lichá) výhrůžka, že pokud koledníci nic nedostanou, vyvedou vlastníkům domu nějakou neplechu. Pokud si však dotyčný něco takového nepřeje, má druhou možnost: „treat“, tedy dát koledníkům nějaký dárek, sladkost, nebo jinou dobrotu. Koledovat se obvykle chodí během 31. října večer. Někteří lidé dávají dětem vědět, že jsou ochotní jim dát nějakou koledu, tím, že vyzdobí svůj dům halloweenskou dekorací. Jiní zase jednoduše nechávají koledu na verandě.
V Severní Americe je koledování tradicí od dvacátých let dvacátého století. V Británii a Irsku pochází tradice chození od domu k domu a získávání jídla o Halloweenu přinejmenším z šestnáctého století, stejně jako tradice nošení kostýmů. V devatenáctém století se v Británii a Irsku objevily výpovědi o lidech, kteří o Halloweenu chodili od domu k domu v kostýmech, recitovali básničky výměnou za jídlo a někdy hrozili nezbednostmi, pokud nebudou hezky uvítáni. Skotský halloweenský zvyk tzv. „guising“ (maskování se), kdy se děti převlékají do kostýmů a chodí od domu k domu pro jídlo nebo peníze, se v Severní Americe datuje od roku 1911. Zatímco samotné koledování zůstalo mezi Skoty a Iry populární, zvyk říkat „trick or treat“ je běžnější až v poslední době. Tato aktivita je rozšířená ve Spojených státech, Kanadě, Spojeném království, Irsku, Portoriku a v severozápadním a středním Mexiku. Ve středním Mexiku se tato činnost nazývá calaverita (španělský výraz pro „malou lebku“) a děti při ní dostávají malou lebku z cukru nebo čokolády.

## Historie

### Původ
Starořecký spisovatel Athénaios Naukratios ve své knize Deipnosophistaí píše, že v dávných dobách byla na řeckém ostrově Rhodu podobná, i když nijak nesouvisející tradice, kdy děti chodily od domu k domu převlečené za vlaštovky, zpívaly píseň žádajíce majitele domu, aby jim dal jídlo, a vyhrožovaly různými druhy neplech, pokud majitel odmítne. Od středověku existuje tradice maškarních během některých svátků, tzv. "mumming". Během nich se chodilo od dveří ke dveřím v kostýmech a hrály se krátké scénky nebo části her výměnou za jídlo a pití.

Koledování o Halloweenu pravděpodobně pochází z představy, že se v této době po zemi toulají nadpřirozené bytosti nebo duše zemřelých, které je potřeba si usmířit. Tradice se také mohla vyvinout z keltské slavnosti konající se z 31. října na 1. listopadu, která označovala začátek zimy. V Irsku, ve Skotsku a na ostrově Man se označoval jako Samhain. Ve Walesu, Cornwallu a Bretaňském poloostrově se mu říkalo Calan Gaeaf. Věří se, že tento svátek má předkřesťanské kořeny. V devátém století katolická církev rozhodla, že na 1. listopad připadne svátek Všech svatých. Pro keltské národy to bylo období, kdy do světa přicházeli duchové nebo víly (tzv. Aos Sí) a duše zemřelých, které se snažili usmířit oběťmi – jídlem a pitím. Podobné představy a zvyky byly nalezeny v dalších částech Evropy. Předpokládá se, že koledování se vyvinulo z tradice, kdy se lidé vydávali za duchy nebo duše zemřelých a dostávali obětiny v jejich jménu. S. V. Peddle tvrdí, že „personifikovali starobylé duchy zimy, kteří se dožadovali odměny výměnou za přízeň osudu“. Vydávání se za duchy se také považovalo za způsob, jak se proti nim chránit.

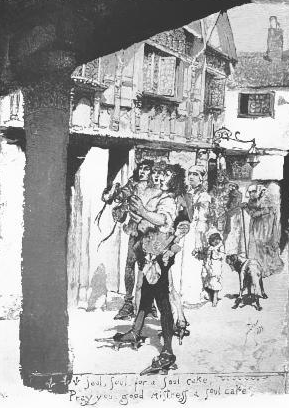
"A soul-cake, a soul-cake, have mercy on all Christian souls for a soul-cake." — oblíbená anglická říkanka během soulingu.

Nejméně od patnáctého století bylo mezi katolíky během tří dnů (Halloweenu, slavnosti Všech svatých a Svátku zesnulých) zvykem sdílet „dušičky“" (v angličtině „soul cakes“ – koláčky duší). Lidé navštěvovali domy a brali si tyto dušičky, které byly buď symbolem pro zesnulé nebo oplátkou za modlitbu za jejich duše. Později lidé chodili o Halloweenu od farnosti k farnosti, žebrali o dušičky zpíváním různých veršů pod okny. Většinou prosili „o slitování nad všemi dušemi křesťanů za dušičku“. Této činnosti, která byla zaznamenána v částech Británie, Flandrech, jižním Německu a Rakousku, se říkalo "souling". Shakespeare tyto praktiky zmiňuje ve své komedii Dva šlechtici z Verony (v originále Two Gentlemen of Verona) (1593), kdy Valentinův komický sluha Spěch obviňuje svého pána, že se naučil "knučet jako žebrák o Všech-Svatých."
Záznamy o nošení kostýmů a převleků během těchto svátků pochází ze Skotska v šestnáctém století a později se dochovaly záznamy z dalších částí Británie a Irska. Mnoho zmínek o mummingu, guisingu a soulingu během Halloweenu se objevuje v Británii a Irsku na konci osmnáctého století a ve století devatenáctém. V částech jižního Irska chodil muž oblečený jako Láir Bhán (bílý kůň) a vodil děti od domu k domu, kde společně výměnou za jídlo recitovali různé verše, z nichž některé měly pohanský podtext. Pokud jim domácnost dala jídlo, mohla očekávat od boha "Muck Olla" štěstí. V případě, že dětem obyvatelé domu nic nedali, měla je stihnout smůla. Ve Skotsku zase děti chodily oblečeny v bílém a se škraboškami popřípadě nabarvenými nebo začerněnými obličeji, zpívaly a často hrozily nějakou neplechou, pokud je lidé neuvítali. V částech Walesu se vesničané převlékali za děsivé bytosti, kterým se říká gwrachod, nebo se vydávali za cenhadon y meirw (ztělesnění zesnulých) a navštěvovali domácnosti. V západní Anglii na území hraničící s Walesem byl souling běžný. Podle jednoho ze spisovatelů devatenáctého století "chodily skupinky dětí oblečených v úžasných kostýmech kolem farem a chat, zpívaly písničky a prosily o dušičky, jablka, peníze nebo cokoliv, co by jim hospodyně mohly dát".
Guising o Halloweenu se ve Skotsku datuje od roku 1895, kdy lidé v přestrojení a s lucernami z vydlabaných tuřínů v ruce navštěvovali domy, kde měli dostat koláče, ovoce a peníze. V Severní Americe se tato tradice prvně datuje od roku 1911, kdy noviny ve městě Kingston v Ontariu podaly zprávu o tom, že děti chodí po městě koledovat. O čtyři roky později se o tomto zvyku objevuje další zmínka a v roce 1920 v Chicagu další. První použití spojení "trick or treat" v tisku se objevilo v roce 1927 v Blackie v kanadské Albertě.
Tisíce pohlednic s Halloweenem z období mezi začátkem dvacátého století a dvacátými lety dvacátého století běžně zobrazují děti, ale ne samotné koledování. Vedoucí sbírky čítající přes tři tisíce starých pohlednic s halloweenskou tematikou píše: "Jsou pohlednice, které ten zvyk [koledování] zmiňují nebo které zobrazují děti v kostýmech u dveří, ale pokud mohu říci, takové pohlednice se vyrobily až později, víc než pravděpodobně až někdy na začátku čtyřicátých let. Na prvních pohlednicích jsou zachyceni různí nezbedníci, ale už na nich chybí způsoby, jak si je udobřit."
Zdá se, že koledování nebylo ve Spojených státech rozšířeným zvykem až do třicátých let, kdy byl v roce 1934 termín „trick or treat“ použit poprvé a v roce 1939 byl také poprvé použit v národní publikaci.

### Zvýšení popularity

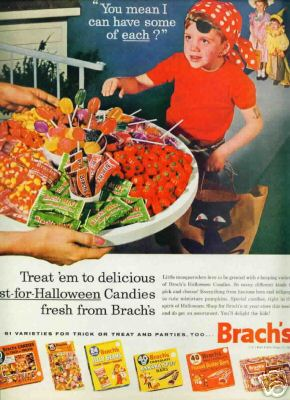
Reklama v časopise z roku 1962

Téměř většina případů použití fráze "trick or treat" před rokem 1940 se omezuje na západ Spojených států a Kanady. Koledování se rozšiřovalo ze západní části Spojených států směrem na východ, během května 1942 se ale šíření pozastavilo, protože se během druhé světové války zaváděly příděly cukru. Zvyk se v celé zemi šířil až do června 1947.
První národní pozornosti se koledování dostalo v říjnu 1947, kdy vyšly dětské časopisy Jack and Jill a Children's Activities a v roce 1946 halloweenským dílem rádiového pořadů The Baby Snooks Show. V roce 1948 to zase byly The Jack Benny Show a The Adventures of Ozzie and Harriet. Koledování se také objevilo v komiksovém stripu Peanuts v roce 1951. Zvyk se v populární kultuře pevně uchytil v roce 1952, kdy ho Walt Disney použil v animovaném filmu Trick or Treat a kdy byli Ozzie a Harriet v obležení koledníky v jedné episodě svého televizního pořadu. O rok později UNICEF poprvé podnikl národní charitativní kampaň na podporu dětí právě za pomoci koledování.
Ačkoliv některé populární historky tvrdí, že koledování o Halloweenu je vynálezem dospělých, aby se sváteční aktivity přenesly z vandalismu tzv. Mischief Night (Noc neplechy), pro taková tvrzení je jen málo důkazů. Des Moines v Iowě je jediná známá oblast, která má dochované záznamy o tom, že se koledování používalo jako nástroje k zabraňování kriminality. Všude jinde vnímali dospělí koledování podle novinových článků od poloviny třicátých let dvacátého století do poloviny padesátých let většinou jako formu vynucování, ať už reagovali s pobavením nebo se nad ní rozčilovali. Navíc děti musely často vysvětlovat zmateným dospělým, co to koledování vlastně je a ne obráceně, jak bylo zachyceno v pořadech v rádiu. Někdy dokonce protestovaly i samy děti: během Halloweenu v roce 1948 členové klubu the Madison Square Boys Club v New York City při pochodu nesli transparent s nápisem "Američtí kluci nežebrají". Národní asociace cukrářů (The National Confectioners Association) v roce 2005 ohlásila, že osmdesát procent dospělých ve Spojených státech mělo v plánu rozdávat koledníkům sladkosti a že devadesát tři procent dětí, teenagerů a mladých dospělých mělo v plánu chodit koledovat nebo se účastnit dalších halloweenských aktivit. V roce 2008 vynesly sladkosti, masky a další podobné produkty spojené s Halloweenem obrat 5,77 miliard dolarů.

### Zavedení termínu ve Velké Británii a Irsku
I přesto, že koncept koledování pochází původně z Británie a Irska ve formě soulingu a guisingu, se spojení "trick or treat" běžně neužívalo až do osmdesátých let dvacátého století. Guising je prostý jakékoliv žertovné hrozby a podle jednoho novináře z BBC byly oslavy v osmdesátých letech viděny jako exotický a ne právě vítaný import. BBC je dokonce označily za "křídlatku japonskou mezi svátky" a "domáhání se [sladkostí] za pomoci výhružek" Než se v Irsku stala fráze "trick and treat" běžná, děti používaly "Help the Halloween Party" (pomozte halloweenskému večírku). Velmi často se "trick or treat" říká jen tak a koledníci dostanou sladkosti s tím, že možnost výběru zdali dát sladkost nebo spáchat nějakou neplechu odpadla.

## Pravidla chování

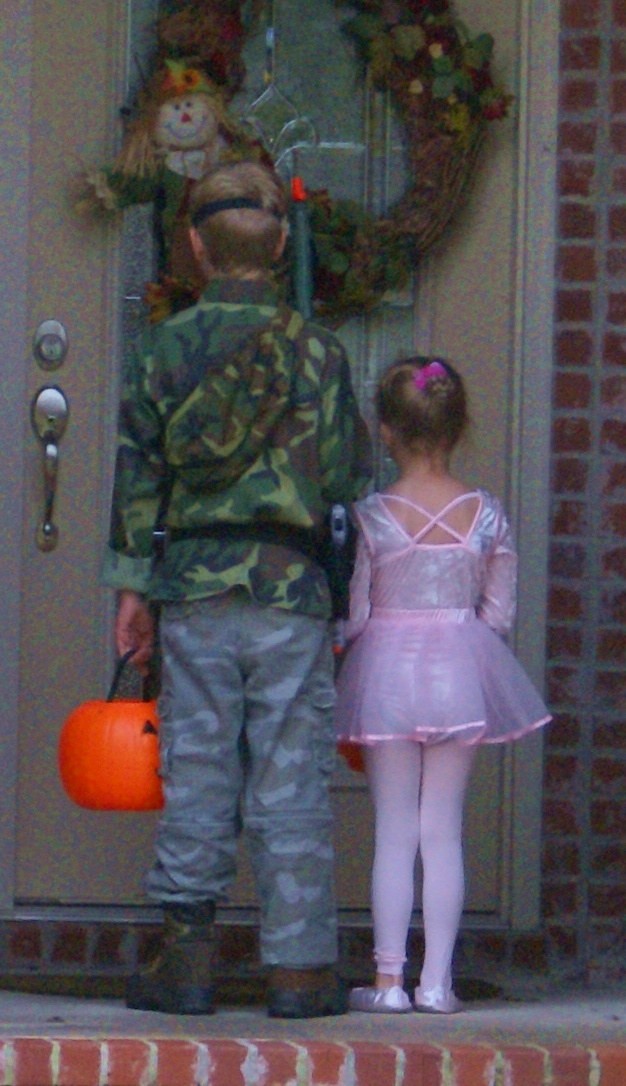
Dvě koledující děti v Arkansasu ve Spojených státech.

Koledovat se většinou chodí mezi 17:30 a 21:30 31. října, ačkoliv některé obce vybírají jiná data. Lidé, kteří se chtějí na Halloweenu podílet občas zdobí vchody svých domů umělými pavučinami, plastovými kostlivci a lucernami z dýní (tzv. jack-o'-lantern). Někteří jen nechávají sladkosti v miskách na verandě a jiní jsou aktivnější a dokonce děti vyzývají, aby se nějak snažily, pokud chtějí dostat sladkosti. V posledních letech se však tato aktivita rozšířila do téměř každého domu v sousedství, které děti navštěvují včetně domů pro seniory a kondominií. Ačkoliv lidé na Halloween zdobí své domy, skutečným signálem toho, že lidé jsou ochotní dávat dětem sladkosti, je rozsvícené světlo na verandě.

## Místní varianty

### Guising
Ve Skotsku a Irsku je tradiční tzv. "guising", kdy děti chodí od domu k domu v přestrojení (angl. disguise, odtud název) za různé postavy a dostávají dárky jako je jídlo, mince nebo "jablka nebo ořechy na halloweenský večírek" (v poslední době také čokoládu). Ve středozápadním skotském nářečí se guisingu říká "galoshans". Mezi nejstarší dochované záznamy o této činnosti ve Skostku patří zmínka z roku 1895, kdy lidé v přestrojení a s lucernami z vydlabaných tuřínů navštěvovali domy, aby dostali koláče, ovoce a peníze. Guising také zahrnoval chození k bohatým rodinám a ve dvacátých letech dvacátého století chlapci chodili koledovat do zámožné vesnice Thorntonhall v Jižním Lanarkshire. V padesátých letech v Ardrossanu v Severním Ayrshire jedno dítě údajně dostalo 12 šilinků a šestipenci za to, že v sousedství ťukalo na dveře a předvádělo malé představení. Skotský zvyk je diametrálně odlišný od toho, který se vyvinul v Severní Americe, kde je asociovaný s výhrůžkou. Ve Skotsku a Irsku dostávají děti sladkosti pouze pokud předvedou nějaké představení. Většinou jde o písničku nebo vtip popřípadě recitaci vtipné básničky, které se děti naučily předtím, než vyrazily ven. Občas nějaké talentovanější dítě udělá karetní trik, zahraje na harmoniku nebo něco ještě působivějšího, ale většina dětí dostane dostatek sladkostí i za něco velmi jednoduchého. Často ani nemusí nic předvádět. Navštěvování domácností v převlecích o Halloweenu zůstalo mezi Skoty a Iry populární a zároveň se severoamerická fráze "trick or treat" stala běžnější.

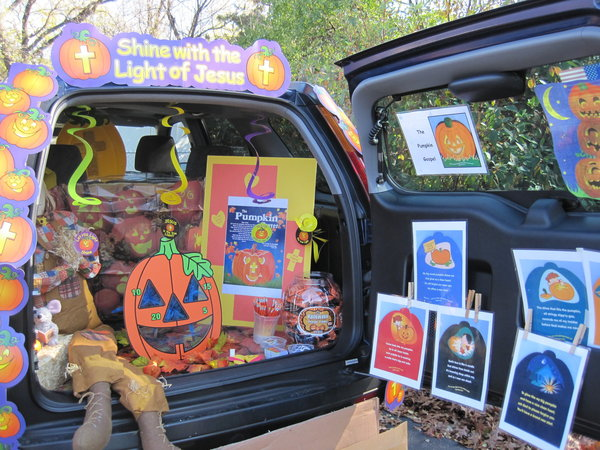
Trunk-or-treat u luteránského kostela sv. Jana a školy v Darienu ve státě Illinois.

### Trunk-or-Treat
Některé organizace ve Spojených státech a Kanadě pořádají večer o Halloweenu nebo občasně den před Halloweenem tzv. "Trunk-or-Treat", kdy se koleduje ze zaparkovaného auta (trunk znamená v angličtině kufr) na místním parkovišti často u školy nebo kostela. Tato každoroční událost začala v polovině devadesátých let dvacátého století jako "Fall Festival" (Podzimní slavnost) a byla alternativou ke koledování. O dvě desetiletí později se z ní stalo Trunk-or-Treat. Spočívá v tom, že se otevře kufr něčího auta, ve kterém jsou vystavené sladkosti a často nějaké hry a ozdoby. Starostliví rodiče považují Trunk-or-Treat pro děti za bezpečnější, zatímco pro jiné rodiče je jednodušší alternativou chodit po čtvrti se svými dětmi. Někteří volají po více sponzorovaných Trunk-or-Treat oslavách, ať už za podpory města nebo komunitních skupin, aby se mohl zapojit každý. Popularita tohoto typu koledování v posledních letech stoupá.
Kostely rozšiřují původní myšlenku tím, že přidávají jídlo, hudbu, zábavu a atrakce. Jejich cílem je přilákat více lidí k alternativě koledování nejen pro děti chodící do kostela, ale pro celou komunitu.[zdroj?] Zjistily také, že trunk or treat otevírá další příležitosti jak pozvat rodiče a děti na další události nebo mše.[zdroj?] Některé skupiny proto na těchto akcích rozdávají letáky či jiné informace o kostele.[zdroj?]

### Další variace Halloweenu
Od dětí v St. Louis ve státě Missouri se očekává, že předtím, než dostanou sladkosti, řeknou nějaký jednoduchý halloweenský vtip, slovní hříčku nebo hádanku. V Des Moines v Iowě předtím, než něco dostanou, také musí říct vtip nebo něco předvést.
Ve většině oblastí Spojených států a Kanady je koledování aktivita výlučně pro děti. Několik amerických měst dokonce zakázalo účastnit se koledování dětem starším dvanácti let, a většina mladých lidí přestane koledovat kolem čtrnácti let. V obou zemích se očekává, že teenager začne trávit oslavy Halloweenu dospěleji jako například společenským oblečením, hrami a rozptýleními jako jsou ohniště, apple bobbing (lovení jablek z vody ústy) a jedením sladkostí jako jsou karamelová jablka. Teenageři také často navštěvují různé školní nebo komunitní události s halloweenskou tematikou, kde hraje hudba a kde se tancuje.
V některých částech Kanady děti někdy říkají namísto "trick or treat" "Halloween apples" (halloweenská jablka). To má pravděpodobně kořeny v době, kdy byly oblíbenou sladkostí jablka v karamelu. Dávání jablek na většině území Kanady je však od šedesátých let tabu. Tehdy se začaly šířit historky (téměř jistě pochybné hodnověrnosti), že se uvnitř halloweenských jablek nacházely žiletky. Rodiče začali kvůli bezpečnosti dětem jejich lup kontrolovat, než jim dovolili, aby si ho snědly. V Québecu chodí děti o Halloweenu také koledovat, ale ve francouzsky mluvících čtvrtích namísto "trick or treat" jednoduše říkají "Halloween", i když tradičně se říkalo La charité s'il-vous-plaît ("Prosím, milodar").